# دریک شیمانگا
دریک شیمانگا (انگلیسی: Derrick Tshimanga؛ زادهٔ ۶ نوامبر ۱۹۸۸) بازیکن فوتبال اهل بلژیک است.
از باشگاه‌هایی که در آن بازی کرده‌است می‌توان به باشگاه فوتبال خنک و باشگاه فوتبال لوکرن اوست والاندرن اشاره کرد.
وی همچنین در تیم‌های ملی فوتبال زیر ۲۱ سال بلژیک و بلژیک بازی کرده‌است.